# Mark Kastelic
Mark Kastelic (Phoenix, Arizona, 11 de marzo de 1999) es un jugador profesional estadounidense de hockey sobre hielo que se desempeña en la posición de centro en Boston Bruins, equipo de la National Hockey League (NHL).

## Carrera
Fue seleccionado en la quinta ronda en la NHL Entry Draft de 2019. En 2021 hizo su debut profesional con el equipo Ottawa Senators, donde jugó tres temporadas, en 2024 pasó a Boston Bruins.